# Jordi VII d'Imerècia
Jordi VII fou rei d'Imerècia del 1707 al 1711, i després el 1712, 1713, i 1714-1716. Nascut el 1691, era fill d'Alexandre IV d'Imerècia i d'una concubina. Va ser posat al tron en ser deposat Jordi VI Abashidze el 1707 però Mamia III Gurieli de Gúria el va deposar l'octubre de 1711. Va fugir a Kartli el 1711 i el juny de 1712 Mamia va ser derrotat i Jordi va tornar al tron però va ser deposat un altre cop el novembre del 1713 però el maig següent (1714) va tornar a recuperar el tron. Va ser assassinat el 27 de febrer de 1720.